# Communauté d’agglomération de Bastia
Die Communauté d’agglomération de Bastia ist ein französischer Gemeindeverband mit der Rechtsform einer Communauté d’agglomération im Département Haute-Corse in der Region Korsika. Sie wurde am 6. Januar 1966 gegründet und umfasst fünf Gemeinden. Der Verwaltungssitz befindet sich in der Stadt Bastia.

## Mitgliedsgemeinden
| Gemeinde                             | Einwohner 1. Januar 2022 | Fläche km² | Dichte Einw./km² | Code INSEE | Postleitzahl |
| ------------------------------------ | ------------------------ | ---------- | ---------------- | ---------- | ------------ |
| Bastia                               | 47.459                   | 19,38      | 2.449            | 2B033      | 20200, 20600 |
| Furiani                              | 6.308                    | 18,49      | 341              | 2B120      | 20600        |
| San-Martino-di-Lota                  | 2.996                    | 9,54       | 314              | 2B305      | 20200        |
| Santa-Maria-di-Lota                  | 1.970                    | 13,20      | 149              | 2B309      | 20200        |
| Ville-di-Pietrabugno                 | 3.187                    | 7,53       | 423              | 2B353      | 20200        |
| Communauté d’agglomération de Bastia | 61.920                   | 68,14      | 909              | –          | –            |